# Soberania do Povo
Soberania do Povo é um jornal de Águeda.
É o semanário mais antigo de Portugal tendo sido fundado em 1 de Janeiro de 1879.
Foi fundado por Albano de Mello R. Pinto. Foi depois continuado pelos seus filhos Manuel Homem de Melo da Câmara (1º Conde de Águeda) e Toy, depois pelo neto Albano e pelo outro neto Manuel José Homem de Melo, representante do título de Conde de Águeda. Encerrou-se o 3º ciclo com a ida deste para o Brasil.
Surgiu um novo ciclo graças ao empenho do dr. Horácio Marçal e de um grupo de aguedenses que em 1976 forma uma sociedade anónima qeu passou a ser proprietária do jornal. Em janeiro de 2001, Na edição especial de aniversário, pode ler-se no editorial de Horácio Marçal, o “Soberania do Povo” continuava a privilegiar a informação local. O jornal tinha mais de 10 mil assinantes e cerca de 500 exemplares vendidos em banca, sendo vendido para 51 países do mundo e para todos os distritos do país. Celestino Viegas era o responsável pela redacção do jornal que era constituída por três elementos.
Surge um novo ciclo, o quinto, dirigido, por António Almeida da Silva ainda com a colaboração de Celestino Viegas. Manuel José de Mello foi nomeado director honorário, prolongando assim a sua presença no jornal, tendo referido que "a SP,  afinal, não é de ninguém, mas é de Águeda e da região."
Foram seus diretores nomes como Manuel José Homem de Mello, Albano de Mello ou Vitor Cepeda Mangerão. A que se seguiram Jorge Castro Madeira, Horácio Marçal (foi Director de 7 de Fevereiro de 1986 a 26 de Junho de 1997, de 1 de Janeiro de 1990 a 11 de Junho de 1993 e de 18 de Junho de 1993 a 15 de Julho de 2005), Olávio  Sereno, José Neves dos Santos, António A. Silva e Jorge Costa.
No dia 5 de janeiro de 2019, a Associação Portuguesa de Imprensa associou-se às comemorações do 140º aniversário do jornal "Soberania do Povo". Nesta ocasião foi inaugurada uma exposição sobre os 140 anos de história deste jornal, no Centro de Artes de Águeda, e foi realizada a Gala "Os Soberanos 2019".